# Dom Słońc
House of Suns (pl. Dom Słońc) – powieść walijskiego pisarza science fiction Alastaira Reynoldsa wydana 17 kwietnia 2008 roku. Treść książki opowiada historię dwóch klonów, należących do jednego z wielu rodów klonów (nazywanych „liniami” lub „domami”), przemierzających galaktykę i rejestrujących swoje przeżycia. Akcja książki dzieje się 6 milionów lat w przyszłości.

## Opis fabuły
Sześć milionów lat temu, na początku ery ludzkich podróży międzygwiezdnych, Abigail Gentian rozdzieliła się na tysiąc klonów wysłanych w głąb galaktyki, by zebrać więcej wspomnień i doświadczeń niż pojedynczy człowiek byłby w stanie zdobyć we wszechświecie ograniczonym prawami Einsteina. Raz na dwieście tysięcy lat, Odłamki Linii Gentian spotykają się ponownie, by podczas tysiąca biesiadnych nocy wymienić się wspomnieniami.
Dwa buntownicze Odłamki, Campion i Purslane, są na najlepszej drodze by spóźnić się o całe dekady na trzydziesty-drugi zjazd Linii Gentian. Co gorsza, są kochankami. Przed ekskomuniką uchronić ich może tylko złoty robot Hesperus: przedstawiciel Rasy Maszyn, drugiej wielkiej meta-cywilizacji zamieszkującej Drogę Mleczną. Ale Hesperus cierpi na amnezję, i jedyne co pamięta to przeczucie, że zanim stracił pamięć, brał udział w niezwykle ważnej misji.
Zakochani mają nadzieję, że sprowadzenie dostojnego gościa złagodzi ich karę..., ale niespodziewane ostrzeżenie sprawia, że wizja wygnania staje się najmniejszym z ich zmartwień. Po sześciu milionach lat dobrobytu, ktoś postanowił unicestwić Linię Gentian.